# Callopistria matilei
Callopistria matilei är en fjärilsart som beskrevs av Pierre E.L. Viette 1978. Callopistria matilei ingår i släktet Callopistria och familjen nattflyn. Inga underarter finns listade i Catalogue of Life.